# Глазунівка
Глазуні́вка — село в Україні, у Донецькій селищній громаді Ізюмського району Харківської області. Населення становить 137 осіб. До 2020 року орган місцевого самоврядування — П'ятигірська сільська рада.

## Географія
Урочище Яружка ділить село на дві частини, поруч з селом тече річка Сіверський Донець.

## Історія
За даними на 1864 рік у казеній слободі Шебелинської волості Зміївського повіту мешкало 693 особи (362 чоловічої статі та 331 — жіночої), налічувалось 102 дворових господарств, існувала православна церква.
Станом на 1914 рік кількість мешканців зросла до 1 031 особи.
Село постраждало внаслідок геноциду українського народу, проведеного урядом СССР в 1932—1933 роках, кількість встановлених жертв у Вербівці, Глазунівці та Лагерях — 219 осіб.
До 12 червня 2020 року село перебувало у складі П'ятигірської сільської ради Балаклійського району, яка відповідно до розпорядження Кабінету Міністрів України № 725-р «Про визначення адміністративних центрів та затвердження територій територіальних громад Харківської області», увійшла до складу Донецької селищної громади.
19 липня 2020 року, в результаті адміністративно-територіальної реформи та ліквідації Балаклійського району, село увійшло до складу Ізюмського району.

## Населення

### Мова
Розподіл населення за рідною мовою за даними перепису 2001 року:
| Мова       | Відсоток |
| ---------- | -------- |
| російська  | 79,56%   |
| українська | 20,44%   |